# Live (album d'Iron Butterfly)
Pour les articles homonymes, voir Liste des albums intitulés Live.
Albums de Iron Butterfly
Ball
(1969) Metamorphosis
(1970)
Live est le quatrième album du groupe de rock américain Iron Butterfly. Il est sorti en avril 1970 sur le label Atco Records.
Comme son titre l'indique, il a été enregistré en concert. Il contient leur chanson la plus connue, In-A-Gadda-Da-Vida, qui occupe toute la deuxième face du disque. 

## Fiche technique

### Titres
| 1. | In the Time of Our Lives | Doug Ingle, Ron Bushy                         | 4:23 |
| 2. | Filled with Fear         | Doug Ingle                                    | 3:27 |
| 3. | Soul Experience          | Doug Ingle, Ron Bushy, Erik Brann, Lee Dorman | 3:55 |
| 4. | You Can't Win            | Darryl DeLoach, Danny Weis                    | 2:48 |
| 5. | Are You Happy?           | Doug Ingle                                    | 3:20 |

| 6. | In-A-Gadda-Da-Vida | Doug Ingle | 19:00 |

### Musiciens
- Doug Ingle : orgue, chant
- Erik Brann : guitare
- Lee Dorman : basse
- Ron Bushy : batterie

### Équipe de production
- Richard Podolor (en) : producteur
- Bill Cooper : mixage
- John Kress : pochette
- Bob Jenkins, Ron Bushy : photographie

### Classements et certifications
| Pays (classement)          | Meilleure position |
| -------------------------- | ------------------ |
| États-Unis (Billboard 200) | 20                 |